# Сальвадор Вільяльба
Сальвадор Вільяльба (ісп. Salvador Villalba, нар. 29 серпня 1924) — парагвайський футболіст, що грав на позиції півзахисника за клуб «Лібертад», а також національну збірну Парагваю.

## Клубна кар'єра
На клубному рівні грав за команду «Лібертад». 

## Виступи за збірну
1955 року дебютував в офіційних матчах у складі національної збірної Парагваю. Протягом кар'єри у національній команді, яка тривала 6 років, провів у її формі 41 матч, забивши 1 гол.
У складі збірної був учасником чемпіонату світу 1958 року у Швеції, де взяв участь у всіх трьох іграх групового етапу, який парагвайцям подолати не вдалося.

## Титули і досягнення
- Бронзовий призер Чемпіонату Південної Америки: 1959 (Аргентина)